# Opuntia stenopetala
Opuntia stenopetala ist eine Pflanzenart in der Gattung der Opuntien (Opuntia) aus der Familie der Kakteengewächse (Cactaceae). Das Artepitheton stenopetala leitet sich von den griechischen Worten stenos für ‚schmal‘ sowie petalon für ‚Blatt‘ ab. Spanische Trivialnamen sind „Arrastradillo“ und „Nopal Serrano“. Eine Besonderheit dieser Opuntien-Art ist ihre Zweihäusigkeit.

## Beschreibung
Opuntia stenopetala wächst strauchig mit niedrigen Trieben, die häufig Matten bilden. Die umgekehrt-eiförmigen bis runden, 10 bis 20 Zentimeter langen Triebabschnitte sind graugrün und weisen manchmal einen violetten Farbton auf. Die bis 2 Millimeter langen Laubblätter sind dunkelrot. Die 1 bis 3 Zentimeter auseinanderstehenden jungen Areolen tragen reichlich braune Glochiden. Die zwei bis vier dunkelroten bis schwarzen Dornen sind bis zu 5 Zentimeter lang.
Die eingeschlechtlichen, rötlichen bis orangefarbenen Blüten sind bis zu 5 Zentimeter lang. Die kugelförmigen Früchte werden bis zu 3 Zentimeter lang.

## Verbreitung, Systematik und Gefährdung
Opuntia stenopetala ist in den mexikanischen Bundesstaaten Coahuila, Nuevo León, San Luis Potosí, Tamaulipas, Zacatecas, Querétaro, Hidalgo und Guanajuato weit verbreitet.
Die Erstbeschreibung wurde 1857 von George Engelmann veröffentlicht.
In der Roten Liste gefährdeter Arten der IUCN wird die Art als „Least Concern (LC)“, d. h. als nicht gefährdet geführt. Die Entwicklung der Populationen wird als stabil angesehen.

## Nachweise